# Шонизавры
Шонизавры (лат. Shonisaurus) — род вымерших пресмыкающихся из семейства Shastasauridae, самые крупные ихтиозавры, известные науке не по фрагментам скелетов. Жили во времена среднетриасовой эпохи (232—212 млн лет назад).

## Описание
Ископаемые остатки найдены в формации Ланинг (карнейская эпоха) в Неваде (США) и в формации Пардонет в Британской Колумбии (Канада) норийского возраста. Позвонки ихтиозавров в Неваде были известны ещё с 1869 года. Их обнаруживали при работах по добыче золота и серебра близ посёлка Берлин (примерно с 1911 — город-призрак) в округе Най, в 100 милях к юго-востоку от Фаллона, штат Невада. Скелеты лежат в склонах каньона Юнион в Шошонских горах. По легенде, шахтёры использовали круглые дисковидные позвонки ископаемых ящеров как тарелки, но это не более чем легенда. В 1928 году профессор Стэнфордского университета Саймон Мюллер (Muller, Siemon William) идентифицировал кости как остатки ихтиозавров и обнаружил первый полный скелет. В 1953 году профессора Чарльз Кемп (Camp, Charles Lewis) и Самуэль Уэллес (Welles, Samuel Paul) из Калифорнийского университета в Беркли начали планомерные раскопки. Ими были обнаружены 37 скелетов огромных ихтиозавров. Все найденные скелеты, кроме одного, оставлены на месте раскопок и законсервированы для будущего изучения, 8—9 экземпляров доступны для обозрения туристам. Один из скелетов находится в музее в Лас-Вегасе. В 1970 году на месте раскопок был открыт национальный парк ихтиозавров на территории бывшего исторического округа Берлин (Berlin–Ichthyosaur State Park) в округе Най. В 1977 году шонизавр — ископаемое животное — стал официальным символом штата Невада.
Все скелеты принадлежат взрослым или относительно взрослым особям. Первоначально считалось, что стадо шонизавров было выброшено на берег и там погибло. Сейчас предполагают, что все особи захоронены в относительно глубоких шельфовых водах. Скелеты ориентированы в одном направлении — с юга на север, — что отражает направление течений. Вероятно, животные погибли не одновременно: на некоторых скелетах есть следы зубов падальщиков, некоторые, по-видимому, были захоронены быстро.

## Классификация
По данным сайта Paleobiology Database, на октябрь 2019 года в род включают 2 вымерших вида:
- Shonisaurus popularis Camp, 1976
- Shonisaurus sikanniensiss Nicholls & Manabe, 2004

Ещё два вида включают в род в статусе nomen dubium: Shonisaurus mulleris Camp, 1976, Shonisaurus silberlingis Camp, 1976.

### Shonisaurus popularis
Берлинские шонизавры были описаны Ч. Кемпом в 1976 году. Он выделил три вида: Shonisaurus silberlingi из нижних слоев формации Ланинг, Shonisaurus mulleri из средних слоев и Shonisaurus popularis из верхних слоев. По-видимому, все шонизавры из Невады принадлежат к единственному виду — Shonisaurus popularis. Длина известных животных колеблется от 13 до немногим более 15 метров, масса наиболее крупных образцов при жизни достигала 30—40 тонн. Череп с очень длинными узкими челюстями. Ранее считалось что зубы у особей зрелого возраста оставались лишь в передней половине челюстей, а у старых вообще могли отсутствовать. Однако переописание окаменелостей показало, что зубы сохранялись на всех онтогенетических стадиях и были хорошо развиты даже у взрослых особей. Длина черепа превышала 2 метра и могла достигать 3 метров. Кисть и стопа очень длинные, трёхпалые. Задние ласты практически такой же длины, что и передние. Рёбра очень длинные, расширены дистально. Традиционная реконструкция представляла тело коротким и бочонковидным, но последующие исследования показали, что это не так. Хвост средней длины, его конец слегка изогнут книзу (что предполагает наличие хвостового плавника). Два крестцовых ребра соединяют подвздошные кости с позвоночником.

### Shonisaurus sikanniensis
В 1991 году в Британской Колумбии на берегу таёжной речки Сиканни были обнаружены остатки гигантского ихтиозавра. Раскопки под руководством Элизабет Николс (Nicholls, Elizabeth L.) продолжались с 1998 по 2003 год. Большие трудности представляла доставка монолитов с костями из столь отдалённого района (для этого использовали вертолёты). В 2004 году гигант был описан. Это оказался новый вид шонизавра — S. sikanniensis. Его длина достигала, как установлено на основе измерений не извлеченного из породы скелета, по меньшей мере 21 метра (в некоторых источниках указаны размеры до 23 метров, но это преувеличение). При этом туловище у S. sikanniensis было вытянутое, поскольку максимальная длина ребер при 7-метровом расстоянии между передними и задними плавниками составляла всего 190 см. Сохранилась лишь часть черепа длиной 1,5 метра, тогда как после реконструкции его длина составила бы около 3 метров. Впрочем, Э. Николс отмечала, что в тех же отложениях находили позвонки ихтиозавров ещё большего размера, а в Новой Зеландии были описаны ныне утерянные позвонки ихтиозавров с невероятным диаметром до 45,7 см при длине до 7,62—8,89 см и позвонки диаметром до 38 см по сравнению с максимальным диаметром и длиной позвонков S. sikanniensis 24,7 см (33-й по счету позвонок; однако сопоставимый диаметр позвонков имеют и крупные образцы S. popularis) и 10,9 см соответственно (27-й по счету позвонок), а также с максимальным зафиксированным диаметром позвонков найденных в США ихтиозавров, составляющим 33 см. В 2000 году Э. Николс была удостоена за свою работу премии Ролекс. Гигантский шонизавр происходит из формации Пардонет норийского возраста — он моложе невадских шонизавров и демонстрирует тенденцию к увеличению размеров представителей этого рода к концу триаса. Первые исследования родственных связей 2011 года поддержали гипотезу, согласно которой этот вид более тесно связан с Shastasaurus, чем с Shonisaurus, и поэтому он был обозначен как Shastasaurus sikkanniensis. Тем не менее анализ 2013 года указывает на оригинальную классификацию, находя образец родственным Shonisaurus. S. sikanniensis имел очень узкое, удлинённое туловище, подобно цимбоспондилу, — у самых крупных особей рёбра были длиной чуть меньше двух метров, несмотря на расстояние более семи метров между плавниками.

## Гималайские шонизавры
В 1972 году китайские палеонтологи описали остатки гигантского ихтиозавра из норийских отложений на высоте 4800 метров над уровнем моря вблизи горы Эверест. Вид был назван гималайазавром (Himalayasaurus tibetensis). Размеры животного превышали 12 метров. Синонимом данного вида, вероятно, является найденный в одновозрастных отложениях примерно в тех же местах 10-метровый тибетозавр (Tibetosaurus tingjiensis). Сейчас высказывается предположение, что и гималайазавр, и тибетозавр — синонимы шонизавров. От невадских ихтиозавров они достоверно отличались только наличием режущих кромок на зубах (зубы были больше 13 см длиной), но сейчас показано, что зубы шонизавров из Невады, по всей видимости, имели такое же строение и форму. Интересно, что гималайазавр был описан на 4 года раньше шонизавра, но родовое название вряд ли изменят — ввиду большей известности шонизавра.
Таким образом, шонизавры имели всемирное распространение. В самом конце триаса они населяли все океаны, по крайней мере в Северном полушарии.

## Вопрос экологии
Шонизавры — самые большие морские рептилии (крупнее мог быть родственный им Ichthyotitan, открытый в XXI веке по фрагментам костей). Лишь мозазавры могли соперничать с ними по размерам, хотя были короче, чем S. sikanniensis, и гораздо менее массивны, чем S. popularis. Диета шонизавров, в отличие от мозазавров и плезиозавров, остаётся загадкой. По размерам шонизавры сравнимы с современными кашалотами, а S. sikanniensis приближаются к китам-полосатикам. Несмотря на такие огромные размеры, шонизавры, скорее всего, не могли питаться планктоном: у них относительно узкие челюсти и отсутствуют остеологические корреляты адаптаций для фильтрации воды. Ранние исследователи делали вывод, что слабые немногочисленные (или вовсе отсутствующие) зубы могут отражать питание головоногими моллюсками.Но в таком случае неясно, какие именно головоногие служили их добычей. В конце триаса существовали аммониты с раковиной диаметром до 80 см, но непосредственно в формациях Ланинг и Пардонет такие крупные формы не найдены (хотя аммониты многочисленны в невадских морских отложениях). Высказывалась гипотеза, что шонизавры могли охотиться на каких-то неизвестных гигантских безраковинных головоногих, относящихся к вампироморфам или настоящим кальмарам (эта группа была многочисленна в течение всего мезозоя). Элизабет Николс предположила, что развитый гиоидный аппарат (от гиоид — подъязычная кость, лат. os hyoideum; гиоидный аппарат обеспечивает костную основу для крепления мышц языка) позволял засасывать мелкую добычу в беззубый «клюв» — так охотятся сейчас клюворылые киты. Однако современные исследования показывают, что несмотря на плохую сохранность в палеонтологической летописи, зубы шонизавров все-таки были хорошо развиты и присутствовали у особей любых возрастов, равно как и у гималайазавра. Пильчатые кромки на зубах шонизавров указывают на то, что они были активными охотниками, сравнимыми с мозазаврами и плиозаврами, хотя относительно небольшой размер зубов и узкая челюсть дают основания полагать, что шонизавры, вероятно, предпочитали пропорционально меньшую по размерам добычу. В силу своих размеров эти гиганты, возможно, нападали из засады (например, среди плавающих водорослей), захватывая и раскусывая своими удлинёнными челюстями более мелких водных позвоночных.

## В культуре
В цикле романов Гарри Гаррисона об Эдеме идея о гигантском генетически изменённом ихтиозавре «урукето» (которого разумные ящеры использовали в качестве корабля) явно навеяна реальным шонизавром.